# Sheboygan
Sheboygan är en stad i den amerikanska delstaten Wisconsin med en yta av 36,4 km² och en folkmängd, som uppgår till 50 792 invånare (2000). Sheboygan är administrativ huvudort i Sheboygan County.

## Kända personer från Sheboygan
- Walter J. Kohler, politiker, guvernör i Wisconsin 1929-1931
- Walter J. Kohler, Jr., politiker, guvernör i Wisconsin 1951-1957
- Pat Matzdorf, höjdhoppare, världsrekordinnehavare 1971-73.